# Michael de Adder
Pour les articles homonymes, voir Adder.
Michael de Adder (né le 25 mai 1967) est un caricaturiste et dessinateur de presse canadien.
En octobre 2024, il est renvoyé après près de 30 ans au Chronicle Herald d'Halifax,